# カステルフランコ・ディ・ソプラ
カステルフランコ・ディ・ソプラ (英: Castelfranco di Sopra) は、人口3,098人のイタリア共和国トスカーナ州アレッツォ県に存在した基礎自治体（コムーネ）。
2014年1月1日に、ピアーン・ディ・スコと合併して、カステルフランコ・ピアーンディスコとなった。